# La Bisbal del Penedès
La Bisbal del Penedès település Spanyolországban, Tarragona tartományban. La Bisbal del Penedès Rodonyà, El Montmell, Sant Jaume dels Domenys, Llorenç del Penedès, Banyeres del Penedès, Santa Oliva, Albinyana és Masllorenç községekkel határos. Lakosainak száma 4168 fő (2024).

## Népesség
A település népessége az elmúlt években az alábbi módon változott:
| Lakosok száma | 363  | 1593 | 1336 | 1215 | 1289 | 2483 | 3397 | 3495 | 3528 | 4168 |
|               | 1717 | 1887 | 1936 | 1960 | 1986 | 2004 | 2009 | 2014 | 2019 | 2024 |